# رالف كين
رالف كين (بالإنجليزية: Ralph Keen)‏ هو مؤرخ أمريكي، ولد في 1957.